# Bettina Meier-Augenstein
Bettina Meier-Augenstein (* 5. November 1976 in Karlsruhe) ist eine deutsche Politikerin der CDU, sie war von Oktober 2014 bis 2016 Landtagsabgeordnete in Baden-Württemberg.

## Leben und Beruf
Nach dem Abitur absolvierte Bettina Meier-Augenstein eine Ausbildung zur Bankkauffrau/Finanzassistentin bei der BBBank eG Karlsruhe und ein berufsbegleitendes Studium mit Abschluss Bankfachwirtin (IHK). Anschließend arbeitete sie in verschiedenen Funktionen bei der ZG Raiffeisen eG.

## Politische Tätigkeit
Meier-Augenstein war von 1995 bis 2001 Kreisvorsitzende der Jungen Union Karlsruhe-Stadt. Von 2001 bis 2016 war sie Vorsitzende des CDU-Ortsverbands Rüppurr, seit 2005 ist sie Mitglied im Bezirksvorstand der CDU Nordbaden und seit 2010 stellvertretende Kreisvorsitzende der CDU Karlsruhe-Stadt. 1999 wurde sie in den Gemeinderat der Stadt Karlsruhe gewählt, wo sie 2004 bis 2009 stellvertretende Fraktionsvorsitzende war.
Zur Landtagswahl in Baden-Württemberg 2006 und der Landtagswahl in Baden-Württemberg 2011 trat Meier-Augenstein als Ersatzkandidatin für Manfred Groh an. Sie rückte nach seinem Ausscheiden im Oktober 2014 für ihn in den Landtag nach. Meier-Augenstein vertrat in der 15. Wahlperiode den Wahlkreis 27 (Karlsruhe I). Seit November 2014 ist sie Mitglied im Stiftungsrat des ZKM.
Bettina Meier-Augenstein ist die familienpolitische Sprecherin der CDU-Gemeinderatsfraktion.
Bei der Landtagswahl in Baden-Württemberg 2016 konnte Meier-Augenstein ca. 15.000 Stimmen auf sich vereinigen und unterlag damit der Grünen-Kandidatin Bettina Lisbach, die über 10 % mehr Stimmen erreichte und das Direktmandat für den Wahlkreis 27 gewann. Da sie auch ein Zweitmandat verfehlte, schied sie aus dem Landtag aus.
Am 9. Mai 2018 reichte sie ihre Bewerbung als Oberbürgermeisterin von Stutensee ein. Beim ersten Wahlgang am 8. Juli 2018 erzielte Meier-Augenstein die höchste Stimmenzahl mit 38,7 Prozent, im zweiten Wahlgang am 22. Juli 2018 erhielt sie 42,3 Prozent und unterlag ihrer Gegenkandidatin Petra Becker (parteilos).

## Familie und Privates
Meier-Augenstein ist evangelisch-lutherisch. Sie ist verheiratet und hat zwei Töchter.